# Ocymyrmex kahas
Ocymyrmex kahas är en myrart som beskrevs av Bolton och Marsh 1989. Ocymyrmex kahas ingår i släktet Ocymyrmex och familjen myror. Inga underarter finns listade i Catalogue of Life.